# Prințesa Sofia de Saxonia
Prințesa Sophie Maria Friederike Auguste Leopoldine Alexandrine Ernestine Albertine Elisabeth de Saxonia, Ducesă de Saxonia (15 martie 1845 - 9 martie 1867), a fost cel mai mic copil din cei nouă ai regelui Ioan al Saxoniei și ai soției lui, Prințesa Amalie Auguste de Bavaria. A fost sora mai mică a regilor Albert al Saxoniei și George al Saxoniei. Prin căsătoria cu Ducele Karl-Theodor al Bavariei, Sofia a devenit membră a Casei de Wittelsbach și Ducesă a Bavariei.